# خورخه گیلن
 خورخه گیلن (انگلیسی: Jorge Guillén؛ ۱۸ ژانویهٔ ۱۸۹۳ – ۶ فوریهٔ ۱۹۸۴) یک شاعر، و نویسنده اهل اسپانیا بود.
وی همچنین برنده جوایزی همچون جایزه سروانتس شده است.